# Kim Young-chul
Kim Young-chul (* 30. Juni 1976) ist ein ehemaliger südkoreanischer Fußballspieler. Er war ein Innenverteidiger und spielte fast die gesamte Laufbahn beim Club Seongnam Ilhwa Chunma. In den Jahren 2001, 2002 und 2006 konnte er mit seiner Mannschaft die südkoreanische Meisterschaft gewinnen. Er wurde bereits 1997 in die Nationalelf berufen, kam aber wegen unbeständiger Leistungen nur selten zum Einsatz.